# C/1860 M1 (Großer Komet)
C/1860 M1 (Großer Komet) ist ein Komet, der im Jahr 1860 mit dem bloßen Auge gesehen werden konnte. Er wird wegen seiner großen Helligkeit von einigen zu den „Großen Kometen“ gezählt.

## Entdeckung und Beobachtung
Dieser Komet näherte sich für Beobachter auf der Erde zunächst aus Richtung der Sonne, an der er am 4. Juni 1860 in nur 3,5° Distanz vorbeiging, und blieb daher unbeobachtet. Als er dann plötzlich am Abendhimmel erschien, war er bereits ein helles Objekt und wurde von vielen Menschen auf der ganzen Welt entdeckt. Die frühesten Beobachtungen geschahen möglicherweise am Abend des 18. Juni 1860 in Italien, aber schon in den folgenden Tagen gab es unabhängige Entdeckungsmeldungen aus ganz Europa und dem Osten der Vereinigten Staaten, die seine Helligkeit und seine Sichtbarkeit mit dem bloßen Auge herausstellten. Allein für die USA gab es Schätzungen über 50–100 unabhängige Entdeckungen und die Nachrichten über den neuen Kometen verbreiteten sich daher rasch.
Am 22. Juni hatte sich bereits ein 6–7° langer Schweif entwickelt. An den folgenden Tagen erreichte der Komet seine größte nördliche Deklination und war in der Abenddämmerung im Nordwesten mit einer Helligkeit von 3 mag und einer Schweiflänge von 15–20° zu beobachten.
Bis Anfang Juli näherte sich der Komet weiter der Erde und wurde dann auch von der Südhalbkugel aus sichtbar. Am 6. Juli schätzte ein Beobachter in Australien die Helligkeit zu 2–3 mag und die Schweiflänge zu 8–9°. Gegen Ende Juli wurde der Komet für Beobachter auf der Nordhalbkugel schwieriger zu beobachten. Im Verlauf des August und September wurden die Beobachtungen auch von der Südhemisphäre weniger, während der Komet immer schwächer erschien. Die letzte Beobachtung erfolgte schließlich am Abend des 18. Oktober in Südafrika.
Der Komet erreichte eine maximale Helligkeit von 1–2 mag.

## Wissenschaftliche Auswertung
Eine Berechnung einer parabolischen Umlaufbahn des Kometen erfolgte 1868 durch Arthur von Auwers mit den Methoden seiner Zeit. In jüngerer Zeit wurden durch Richard L. Branham, Jr. unter Verwendung von über 500 Beobachtungsdaten über 130 Tage und unter Berücksichtigung der Störeinflüsse aller Planeten und weiterer moderner mathematischer Verfahren neue und verbesserte Bahnelemente einer hyperbolischen Bahn für den Kometen berechnet.

## Umlaufbahn
Für den Kometen konnte aus etwa 300 Beobachtungen über 118 Tage von Auwers eine unsichere parabolische Umlaufbahn bestimmt werden, die um rund 79° gegen die Ekliptik geneigt ist. Die Bahn des Kometen steht damit fast senkrecht zu den Bahnebenen der Planeten. Im sonnennächsten Punkt der Bahn (Perihel), den der Komet am 16. Juni 1860 durchlaufen hat, befand er sich mit etwa 43,8 Mio. km Sonnenabstand etwas innerhalb der Umlaufbahn des Merkur. Am 8. Juni war er bereits in etwa 16,6 Mio. km Abstand am Merkur vorbeigegangen und am 7. Juli passierte er die Venus in etwa 31,2 Mio. km Distanz. Am 11. Juli erfolgte mit etwa 68,4 Mio. km (0,46 AE) Abstand seine größte Annäherung an die Erde und am 19. Juli ging der Komet etwa 115,2 Mio. km entfernt am Mars vorbei.
In der Nähe des absteigenden Knotens seiner Bahn bewegte sich der Komet um den 11. Juli in geringem Abstand von nur etwa 3,65 Mio. km (0,024 AE) zur Umlaufbahn der Venus, die diese Stelle ihrer Bahn nur etwa 12 Tage zuvor passiert hatte.
Nach den Bahnelementen von Branham und ohne Berücksichtigung nicht-gravitativer Kräfte auf den Kometen hatte seine Bahn einige Zeit vor seiner Passage des inneren Sonnensystems bereits eine Exzentrizität von etwa 1,00075. Durch die Anziehungskraft der Planeten, insbesondere durch relativ nahe Vorbeigänge im Mai 1860 am Jupiter in etwa 4 ¾ AE und am Saturn in etwa 9 AE Distanz, wurde seine Bahnexzentrizität noch geringfügig um etwa 0,0001 weiter vergrößert. Da die Berechnung der Bahnelemente aber ausschließlich auf Beobachtungen des Kometen nach seinem Periheldurchgang beruht, sind Angaben zu seiner ursprünglichen Bahn nur eingeschränkt aussagekräftig. Da seine Bahn nach dem Periheldurchgang definitiv hyperbolisch ist, wird er wahrscheinlich das Sonnensystem verlassen.